# Torfhildur Þorsteinsdóttir
Torfhildur Þorsteinsdóttir, auch bekannt als Torfhildur Hólm (* 2. Februar 1845 in Kálfafellsstaður, Bezirk Austur-Skaftafellssýsla; † 14. November 1918 in Reykjavík) war eine isländische Schriftstellerin. Sie gilt als erste Isländerin, die von ihrer schriftstellerischen Tätigkeit leben konnte, und wird oft als erste weibliche Romanschriftstellerin Islands bezeichnet.

## Leben
Torfhildur wurde am 2. Februar 1845 im Dorf Kálfafellsstaður in der Gemeinde Skaftafellssýsla (heute Teil von Austur-Skaftafellssýsla) als Tochter von Þorsteinn Einarson, dem örtlichen Pfarrer, und Guðríður Torfadóttir geboren. Im Alter von 17 Jahren zog Torfhildur nach Reykjavík, um dort Englisch und Handarbeit zu studieren. Später zog sie nach Kopenhagen, um dort ihr Studium fortzusetzen.
Nach Abschluss ihres Studiums kehrte sie nach Island zurück, wo sie kurzzeitig als Privatlehrerin arbeitete, um dann in ihr Heimatdorf Kálfafellsstaður zurückzukehren. Nach dem Tod ihres Vaters im Jahr 1871 zog Torfhildur mit ihrer Mutter Guðríður nach Höskuldsstaðir in Húnavatnssýsla, wo ihre Schwester Ranghildur mit ihrem Ehemann Eggert Briem lebte. Am 29. Juni 1873 heiratete Torfhildur den aus Hólanes stammenden Geschäftsmann Jakob Frederik Hólm, der jedoch bereits eineinhalb Jahre nach der Heirat starb.
1876 entschied Torfhildurs Schwägerin Rannveig nach Kanada zu emigrieren, um zu ihrem bereits dort lebenden Ehemann Sigtryggur Jonasson zu ziehen, der später als Gründer der isländischen Siedlerkolonie New Iceland bekannt wurde. Torfhildur folgte ihr, wobei sie zunächst mit Rannveig und Sigtryggur in New Iceland am Winnipegsee lebte und als Lehrerin arbeitete. 1885 zog sie nach Winnipeg.
1889 kehrte Torfhildur abermals nach Island zurück und erhielt eine „Schriftsteller-Rente“ des isländischen Althings. Sie war damit die erste Frau, die eine derartige Unterstützung des isländischen Parlaments erhielt. Nach Diskussionen um die Angemessenheit dieser Rente in Parlament und Presse wurde diese zunächst gekürzt und anschließend zu einer „Witwenrente“ umdeklariert.
Die letzten Jahre lebte Torfhildur in Reykjavík in der Ingólfsstræti 18, wo heute eine Gedenktafel an Torfhildur erinnert. 1918 erkrankte Torfhildur an der auch in Island grassierenden Pandemie der Spanischen Grippe und starb am 14. November 1918.

## Literarisches Wirken
Torfhildur schuf den Großteil ihrer Arbeit während ihrer Zeit in Kanada. In Kanada in einer isländischen Siederkolonie lebend porträtierte und referenzierte sie in ihren Werken vor allem die isländische Kultur und Folklore, sowohl in teils romantisierendem wie realistischem Stil. Sie sammelte auch zahlreiche Geschichten der isländischen Einwanderer. Obwohl sie auch zahlreiche Fabeln und allegorische Kurzgeschichten veröffentlichte, schrieb sie auch Geschichten mit zeitgenössischem Bezug, in denen sie vor allem auf die Bedeutung der Ausbildung von Frauen hinwies.
Torfhildur veröffentlichte ihre erste Kurzgeschichte im Jahr 1879 in der ersten isländischen Zeitung Nordamerikas. Ihren ersten Roman, Brynjolfur Sveinsson biskup, veröffentlichte Torfhildur 1882 in Reykjavík – er war damit der erste Roman und das erste Werk überhaupt einer Frau, das in Island gedruckt wurde. Nach ihrer Rückkehr aus Kanada veröffentlichte sie regelmäßig in zwei Literaturmagazinen Islands, dem Draupnir und der Dvöl.

## Liste der Werke

### Romane
- Brynjólfur Sveinsson biskup (1882)
- Kjartan og Guðrún (1886)
- Elding (1889)
- Högni og Ingibjörg (1889)
- Jón biskup Vídalín (Draupnir)
- Jón biskup Arason (Draupnir)

### Kurzgeschichten
- „Spekingurinn og heimskinginn“ (Framfari, 1878)
- „Andvari“ (Illustrered Familjeblad, Chicago, 1878)
- „Guð heyrir börnin“ (Framfari, 1878)
- „Stjarnan mín“ (Framfari, 1878)
- „Seint fyrnist forn ást“ (Framfari, 1879)
- „Tárablómið“ (Framfari, 1879)
- „Heiðarbærinn“ (Framfari, 1879)
- „Gunnlög og Sigrid“ (Illustrered Familjeblad, 1880)
- Sögur og ævintýri (1884; collection)
- Smásögur handa börnum og unglingum (1886; Sammlung von Kindergeschichten)
- Barnasögur (1890; Sammlung von Kindergeschichten)
- Þjóðsögur og sagnir (1962; hrsg. von Finnur Sigmundsson)